# Джо Кеннеді III
Джозеф Патрік Кеннеді III (англ. Joseph Patrick Kennedy III 4 жовтня 1980, Бостон) — американський юрист і політичний діяч. Член Палати представників США від 4-го округу штату Массачусетс з 2013 року. Член Демократичної партії .
Джозеф є онуком сенатора і колишнього генерального прокурора Сполучених Штатів Роберта Кеннеді, внучатим племінником президента Джона Ф. Кеннеді і сенатора Едварда Кеннеді. Його прабабуся Роза Кеннеді була дочкою Джона Ф. Фітцджеральда, члена Палати представників і мера Бостона. Батько Джозеф Патрік Кеннеді II (нар. 1952) — бізнесмен і політик. У нього є брат-близнюк Меттью. Батьки розлучилися в 1991 році.

## Біографія
Народився в Брайтоні, штат Массачусетс. Був названий на честь свого прадіда Джозефа Патріка Кеннеді. Після закінчення Стенфордського університету він провів два роки в Домініканській Республіці в якості члена Корпусу миру і отримав ступінь юриста в юридичній школі Гарварду в 2009 році. У Стенфорді сусідом Кеннеді по кімнаті був відомий в майбутньому баскетболіст Джейсон Коллінз. Він подав у відставку з посади державного обвинувача на початку 2012 року, щоб балотуватися на місце конгресмена Барні Френка, який виходив на пенсію. Він легко переміг на внутрішньопартійних виборах і здолав республіканського кандидата Шона Білата. Він був приведений до присяги в січні 2013 року і засідає в комітеті США з енергетики і торгівлі.
Я домігся місця в Конгресі не просто щоб довести, що гідний цього не менше, ніж інші члени нашої родини. Насправді, я розумію, що мені потрібно зробити дуже багато.

## Погляди
Джо Кеннеді III має найбільш ліберальними поглядами в сім'ї Кеннеді (майже такі ж позиції займає його тітка Марія Шрайвер). Він підтримує легалізацію одностатевих шлюбів і легких наркотиків, а також активно критикує політику президента США Дональда Трампа. Був одним з ініціаторів протидії указу президента Трампа про заборону служити в армії трансгендерам. Крім того, Кеннеді виступає одним з прихильників розслідування втручання Росії в президентські вибори 2016 року.
Деякі американські ЗМІ повідомляють, що дуже ліберальні позиції конгресмена викликають конфлікт зі старими представниками клану Кеннеді — Етель (дружина Роберта Кеннеді), Джоан (дружина Едварда Кеннеді) і Робертом Кеннеді-молодшим (син Роберта Кеннеді і дядько Джо Кеннеді III; виступає проти абортів, а також критикує зовнішню політику США).